# Flatormenis duplicata
Flatormenis duplicata är en insektsart som beskrevs av Caldwell och Martorell 1951. Flatormenis duplicata ingår i släktet Flatormenis och familjen Flatidae. Inga underarter finns listade i Catalogue of Life.